# Sebastian Bodu
Sebastian Valentin Bodu (ur. 7 grudnia 1970 w Konstancy) – rumuński polityk i prawnik, deputowany do Parlamentu Europejskiego VI i VII kadencji.

## Życiorys
Ukończył w 1996 studia prawnicze na Uniwersytecie w Sybinie. Rozpoczął następnie praktykę adwokacką, wstępując do Adwokatury i Zrzeszenia Prawników Rumunii. Pracował jako radca prawny i konsultant w różnych międzynarodowych przedsiębiorstwach finansowych oraz doradczych, był też dyrektorem generalnym w ING Romania. Od 2005 do 2007 pełnił funkcję sekretarza stanu w Ministerstwie Finansów Publicznych oraz prezesa Krajowej Agencji Administracji Fiskalnej.
W 2002 wstąpił do Partii Demokratycznej, przekształconej w 2008 w Partię Demokratyczno-Liberalną. W 2007 uzyskał mandat eurodeputowanego. W wyborach w 2009 skutecznie ubiegał się o reelekcję. W VII kadencji przystąpił do grupy Europejskiej Partii Ludowej, został też wiceprzewodniczącym Komisji Prawnej.